# Chamaepetes
Chamaepetes é um género de ave da família Cracidae.

## Espécies
Este género contém as seguintes espécies:
- Chamaepetes goudotii
- Chamaepetes unicolor - Jacu-negro